# Hochberg (Naturschutzgebiet, Landkreis Emmendingen)
Hochberg ist ein Naturschutzgebiet im Naturraum Kaiserstuhl in Baden-Württemberg. Es ist ein steiler Trockenhang auf dem gleichnamigen Berg und Lebensraum einer seltenen wärmeliebenden Flora und Fauna.

## Geographie
Das Naturschutzgebiet liegt auf dem Gebiet der Gemeinde Sasbach am Kaiserstuhl im Landkreis Emmendingen. Es befindet sich auf der Gemarkung Leiselheim zwischen dem südwestlich gelegenen Ortsteil Jechtingen und dem östlichen Ortsteil Leiselheim in etwa 260 m ü. NHN. Das Gebiet liegt inzwischen von Weinreben und von Feldwegen umsäumt in Insellage auf dem nördlichen Hang des Hochbergs und ist steil südöstlich ausgerichtet.

## Steckbrief
Das Gebiet wurde per Verordnung am 27. September 1979 als Naturschutzgebiet ausgewiesen und wird unter der Schutzgebietsnummer 3.109 beim Regierungspräsidium Freiburg geführt. Es hat eine Fläche von 0,7 Hektar und ist in die IUCN-Kategorie IV, ein Biotop- und Artenschutzgebiet, eingeordnet. Die WDPA-ID lautet 81892 und entspricht dem europäischen CDDA-Code und der EUNIS-Nr.
Der wesentliche Schutzzweck „ist die Erhaltung des geschützten Teils des Hochbergs
- als Lebensraum einer seltenen wärmeliebenden Flora und Fauna,
- als naturhafte Fläche, die zur Belebung der Kulturlandschaft des Kaiserstuhls beiträgt.“

## Geschichte
Im Schutzgebiet entwickelte sich in ein Trockenrasen als Folge eines zunehmenden Anbaus von Weinreben und damit verbundener Aufgabe der Nutzung von Grünland. Eine regelmäßige und späte Mahd verhinderte am steilen Hang die Entstehung von Eichen- und Hainbuchenwäldern und eine Verbuschung dieser unbewirtschafteten Wiesen, dabei unterblieb der Einsatz von Düngemitteln.

## Geologie
Der Löss findet seinen Untergrund auf dem rotbraunen bis schwarzgrauen Tephrit, einem vulkanische Gestein (Vulkanit).

## Flora und Fauna

### Flora

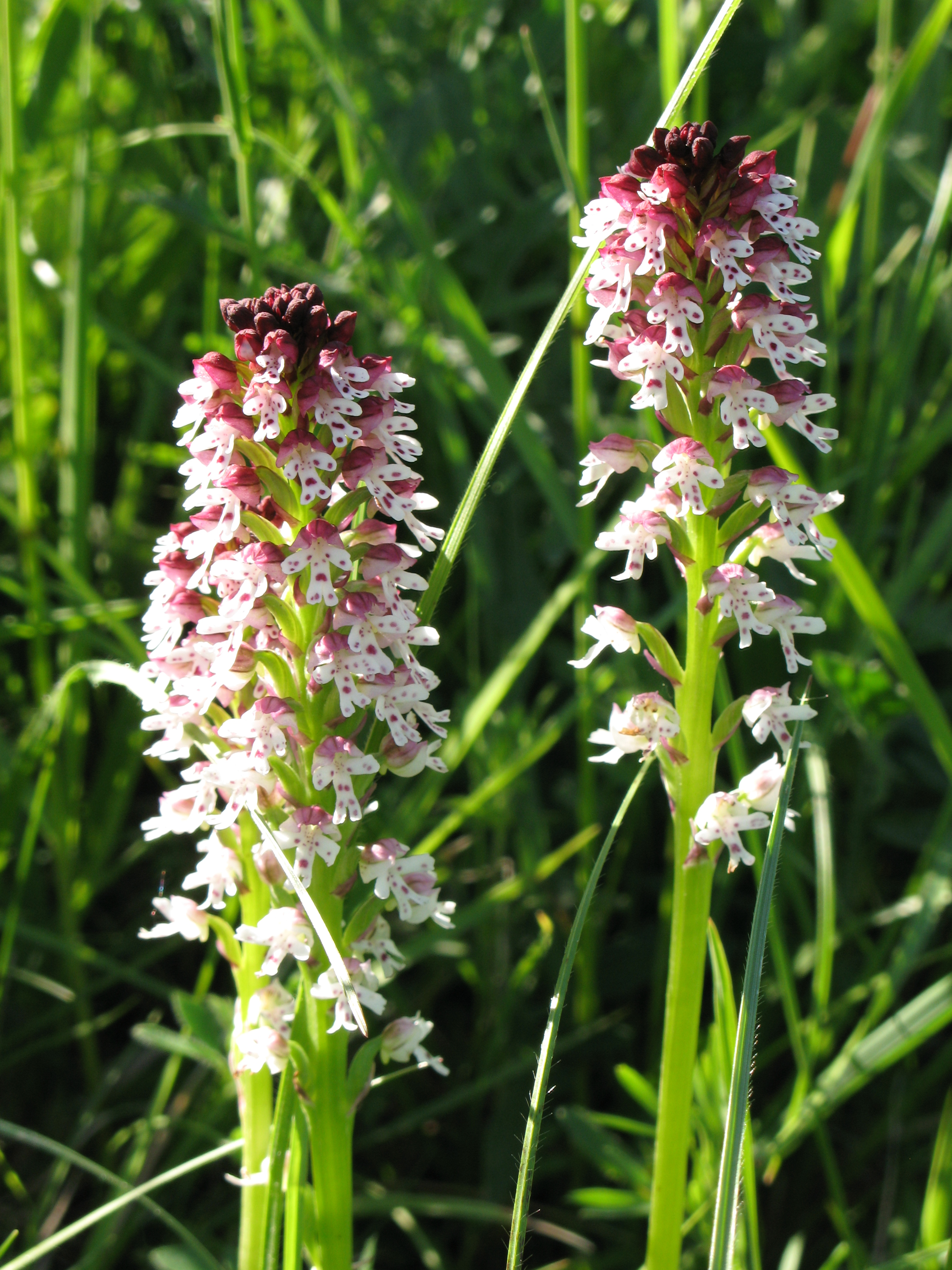
Brandknabenkraut (Orchis ustulata)

Das Gebiet ist Lebensraum von etwa 130 Gefäßpflanzen. Der Halbtrockenrasen ist teilweise am Rand durch Gehölze umsäumt, insbesondere durch die Berberitze, die Feldulme, den eingriffeligen Weißdorn, die Rainwaide und vereinzelt von Flaumeichen. Das Brand-Knabenkraut ist aus der Familie der Orchideen im späten Frühjahr dort üppig aufzufinden. Die Gold-Aster, der Feld-Mannstreu und die Steppen-Wolfsmilch kommen als Repräsentanten des besonders trockenen Bereich sehr häufig vor. Aus der Reihe der gefährdeten und seltenen Arten finden die gewöhnliche Kuhschelle, das Helm-Knabenkraut als weitere Orchidee, die Spargelerbse und der gelbe Sommerwurz ebenfalls hier ihren Lebensraum.
Der Übergang zu den nicht mit der regelmäßigen Mahd unterliegenden Bereichen zeichnet sich durch das Vorkommen des rauen Alants, des Steppenfenchels, der kleinen Wiesenraute und des großen Windröschens aus. In den Abschnitten außerhalb der regelmäßigen Mahd finden sich noch die rispige Graslilie, die Skabiosen-Flockenblume und den wilden Majoran.

### Fauna
Im Hochberg wurden neben den zahlreichen Insekten der Sperlingsvögel der Baumpieper, die Dorngrasmücke und der Neuntöter aus der Ordnung der Sperlingsvögel nachgewiesen, Wirbeltiere sind hingegen nur rar vertreten. Die seltene Smaragdeidechse wurde ebenfalls schon hier gesichtet.